# Composizioni di Sergej Vasil'evič Rachmaninov

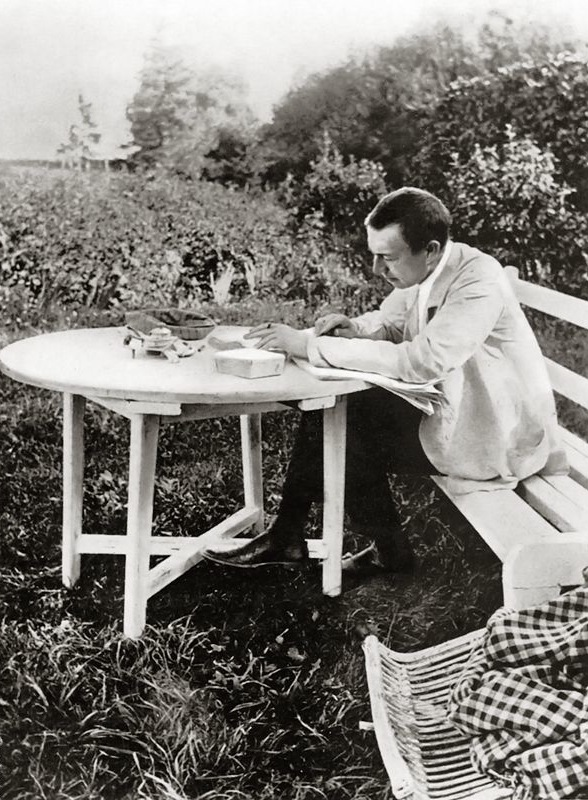
Rachmaninov a Ivanovka nel 1910, intento a correggere la partitura del suo terzo concerto per pianoforte e orchestra.

Lista delle composizioni di Sergej Vasil'evič Rachmaninov (1873-1943), ordinate per genere.

## Opere liriche
| Opus | Titolo              | Periodo | Libretto                           | Note        |
| ---- | ------------------- | ------- | ---------------------------------- | ----------- |
|      | Esmeralda           | 1888    |                                    | Progettata. |
|      | Aleko               | 1892    | Vladimir Nemirovič-Dančenko        |             |
| 24   | Il cavaliere avaro  | 1903-05 | Sergej Rachmaninov                 |             |
| 25   | Francesca da Rimini | 1900-05 | Modest Čajkovskij                  |             |
|      | Salammbô            | 1906    |                                    | Progettata. |
|      | Monna Vanna         | 1908    | Michail Slonov, Sergej Rachmaninov | Incompiuta. |

## Opere orchestrali
| Opus | Titolo                                                       | Periodo                                                | Note                                                    |
| ---- | ------------------------------------------------------------ | ------------------------------------------------------ | ------------------------------------------------------- |
|      | Scherzo in re minore                                         | 1888                                                   |                                                         |
|      | Concerto per pianoforte e orchestra in do minore             | 1889                                                   | Progettato.                                             |
| 1    | Concerto per pianoforte e orchestra n. 1 in fa diesis minore | 1890-91, 1917-19 (revisione)                           | Anche in arrangiamento per due pianoforti.              |
|      | Manfred, poema sinfonico                                     | 1891                                                   | Perduto.                                                |
|      | Suite in re minore                                           | 1891                                                   | Anche in arrangiamento per pianoforte.                  |
|      | Sinfonia in re minore                                        | 1891                                                   |                                                         |
|      | Il principe Rostislav, poema sinfonico                       | 1891                                                   |                                                         |
| 7    | La roccia, fantasia                                          | 1893                                                   | Anche in arrangiamento per pianoforte a quattro mani.   |
|      | Due episodi di Don Juan                                      | 1894                                                   | Perduti.                                                |
| 12   | Caprice bohémien, poema sinfonico                            | 1892-94                                                | Anche in arrangiamento per pianoforte a quattro mani.   |
| 13   | Sinfonia n. 1 in re minore                                   | 1895                                                   | Anche in arrangiamento per pianoforte a quattro mani.   |
|      | Sinfonia                                                     | 1897                                                   | Incompiuta, solo abbozzi.                               |
| 18   | Concerto per pianoforte e orchestra n. 2 in do minore        | 1900-01                                                | Anche in arrangiamento per due pianoforti.              |
| 27   | Sinfonia n. 2 in mi minore                                   | 1906-08                                                |                                                         |
| 29   | L'isola dei morti, poema sinfonico                           | 1909                                                   |                                                         |
| 30   | Concerto per pianoforte e orchestra n. 3 in re minore        | 1909                                                   | Anche in arrangiamento per due pianoforti.              |
| 40   | Concerto per pianoforte e orchestra n. 4 in sol minore       | 1926, 1928 (prima revisione), 1941 (seconda revisione) | Anche in arrangiamento per due pianoforti.              |
| 43   | Rapsodia su un tema di Paganini per pianoforte e orchestra   | 1934                                                   | Anche in arrangiamento per due pianoforti.              |
| 44   | Sinfonia n. 3 in la minore                                   | 1935-36, 1938 (revisione)                              |                                                         |
| 45   | Danze sinfoniche, suite                                      | 1940                                                   | Anche in arrangiamento per due pianoforti come Op. 45b. |

## Musica da camera
| Opus | Titolo                                                                                  | Periodo                                                | Note                                        |
| ---- | --------------------------------------------------------------------------------------- | ------------------------------------------------------ | ------------------------------------------- |
|      | Romanza in la minore per violino e pianoforte                                           | 1885?                                                  |                                             |
|      | Quartetto per archi n. 1                                                                | 1889-90                                                | Incompiuto, solo secondo e terzo movimento. |
|      | Lied in fa minore per violoncello e pianoforte                                          | 1890                                                   |                                             |
|      | Melodia su un tema di Rachmaninov in re maggiore per violino o violoncello e pianoforte | 1890                                                   |                                             |
|      | Canto di un barcaiolo russo per violino e pianoforte                                    | 1891                                                   |                                             |
|      | Trio élégiaque n. 1 in sol minore per violino, violoncello e pianoforte                 | 1892                                                   |                                             |
| 2    | Due pezzi per violoncello e pianoforte 1 Preludio 2 Danza orientale                     | 1892                                                   |                                             |
| 6    | Morceaux de salon per violino e pianoforte 1 Romance 2 Danse hongroise                  | 1893                                                   |                                             |
| 9    | Trio élégiaque n. 2 in re minore per violino, violoncello e pianoforte                  | 1893, 1907 (prima revisione), 1917 (seconda revisione) |                                             |
|      | Quartetto per archi n. 2 in sol minore                                                  | 1896                                                   | Incompiuto, solo primo e secondo movimento. |
| 19   | Sonata per violoncello e pianoforte in sol minore                                       | 1901                                                   |                                             |

## Opere per pianoforte
Tutte le composizioni sono per pianoforte solo, se non indicato diversamente.
| Opus | Titolo | Periodo                | Note |
| ---- | --- | ---------------------- | --- |
|      | Pezzo in re minore | 1884                   | |
|      | Studio in fa diesis maggiore | 1886?                  | Perduto. |
|      | Due romanze senza parole | 1887                   | |
|      | Quattro pezzi 1 Romance in fa diesis minore 2 Prelude in mi bemolle minore 3 Mélodie in mi maggiore 4 Gavotte in re maggiore                                                                            | 1887                   | |
|      | Tre notturni | 1887-88                | |
|      | Canone in mi minore | 1890-91                | |
|      | Due pezzi per pianoforte a sei mani 1 Waltz in sol minore 2 Romance in fa maggiore | 1890 1891              | |
|      | Rapsodia russa mi minore per due pianoforti | 1891                   | |
|      | Preludio in fa maggiore | 1891                   | |
|      | Fuga in re minore | 1891                   | |
| 3    | Morceaux de fantaisie 1 Élégie in mi bemolle minore 2 Prélude in do diesis minore 3 Mélodie in mi maggiore 4 Polichinelle in fa diesis minore 5 Sérénade in si bemolle minore                           | 1892                   | |
| 5    | Suite n. 1 in sol minore per due pianoforti | 1893                   | |
| 10   | Morceaux de salon 1 Nocturne in la minore 2 Valse in la maggiore 3 Barcarolle in sol minore 4 Mélodie in mi minore 5 Humoresque in sol maggiore 6 Romance in fa minore 7 Mazurka in re bemolle maggiore | 1893-94                | |
| 11   | Six Morceaux per due pianoforti 1 Barcarolle in sol minore 2 Scherzo in re maggiore 3 Thème Russe in si minore 4 Valse in la maggiore 5 Romance in do minore 6 Slava in do maggiore                     | 1894                   | |
|      | Romanza in sol maggiore per pianoforte a quattro mani | 1894                   | |
| 16   | Six moments musicaux | 1896                   | |
|      | Improvviso in do maggiore | 1896                   | Secondo pezzo di una raccolta di quattro improvvisi di Sergej Taneev, Rachmaninov, Anton Arenskij e Aleksandr Glazunov. |
|      | Due pezzi 1 Morceau de fantaisie in sol minore 2 Fughetta in fa maggiore | 1899                   | |
| 17   | Suite n. 2 in do maggiore per due pianoforti | 1900-01                | |
| 22   | Variazioni su un tema di Chopin | 1902-03                | |
| 23   | Dieci preludi | 1901-03                | |
|      | Polka italienne in mi bemolle maggiore per pianoforte a quattro mani | 1906?                  | Anche in arrangiamento per trombone e pianoforte a quattro mani.                                                        |
| 28   | Sonata per pianoforte n. 1 in re minore | 1907-08                | |
| 32   | Tredici preludi | 1910                   | |
| 33   | Études-Tableaux | 1911                   | |
| 36   | Sonata per pianoforte n. 2 in si bemolle minore | 1913, 1931 (revisione) | |
| 39   | Études-Tableaux | 1916-17                | |
|      | Preludio in re minore | 1917                   | |
|      | Schizzo orientale in si bemolle maggiore | 1917                   | |
|      | Frammenti in la bemolle maggiore | 1917                   | |
| 42   | Variazioni su un tema di Corelli in re minore | 1931                   | |

## Canzoni
Tutte le composizioni sono per voce e pianoforte, se non indicato diversamente.
| Opus | Titolo | Periodo  | Testo | Note                                                                             |
| ---- | --- | -------- | --- | -------------------------------------------------------------------------------- |
|      | Due canzoni 1 У врат обители святой (Alle porte del luogo sacro) 2 Я тебе ничего не скажу (Non ti dirò nulla) | 1890     | Michail Lermontov Afanasij Fet-Šenšin |                                                                                  |
|      | Опять встрепенулось ты, сердце (Nuovamente sei scosso, o cuore mio) | 1890?    | Nikolaj Grekov |                                                                                  |
|      | Ночь, проведённая без сна (Notte insonne) | 1890-91? | Michail Lermontov |                                                                                  |
|      | Due canzoni 1 C'était en Avril (Era d'Aprile) 2 Смеркалось (Stava tramontando) | 1891     | Édouard Pailleron Aleksej Tolstoj |                                                                                  |
|      | Due monologhi dal Boris Godunov | 1891?    | Aleksandr Puškin |                                                                                  |
| 4    | Sei romanze 1 О, нет, молю, не уходи! (O, no, ti prego, non andare!) 2 Утро (Mattino) 3 В молчаньи ночи тайной (Nel silenzio della notte segreta) 4 Не пой, красавица (Non cantare, o bella) 5 Уж ты, нива моя (O tu, mio campo) 6 Давно ль, мой друг (Da quanto tempo, amico mio) | 1891-93  | Dmitrij Merežkovskij Marija Janova Afanasij Fet-Šenšin Aleksandr Puškin Aleksej Tolstoj Arsenij Goleniščev-Kutuzov |                                                                                  |
| 8    | Sei romanze 1 Речная лилея (Il giglio di fiume) 2 Дитя! Как цветок, ты прекрасна (Bambina, come un fiore tu sei bella!) 3 Дума (Pensieri) 4 Полюбила я на печаль свою (Mi sono innamorata della mia tristezza) 5 Сон (Sogno) 6 Молитва (Preghiera) | 1893     | Aleksej Pleščeev da Heinrich Heine Aleksej Pleščeev da Heinrich Heine Aleksej Pleščeev da Taras Ševčenko Aleksej Pleščeev da Taras Ševčenko Aleksej Pleščeev da Heinrich Heine A. Pleščeev da Johann Wolfgang von Goethe                                              |                                                                                  |
|      | Tre canzoni 1 Песня разочарованного (Canto del disilluso) 2 Увял цветок (Il fiore è appassito) 3 Ты помнишь ли вечер (Ricordi la sera?) | 1893?    | Daniil Ratgauz Aleksej Tolstoj |                                                                                  |
| 14   | Dodici romanze 1 Я жду тебя (Ti aspetto) 2 Островок (L'isoletta) 3 Давно в любви отради мало (Da tempo c'è poca gioia nell'amore) 4 Я был у ней (Ero da lei) 5 Эти летние ночи (Queste notti d'estate) 6 Тебя так любят все (Tutti ti amano così tanto) 7 Не верь мне, друг! (Non credermi, amico!) 8 О, не грусти! (O, non essere triste!) 9 Она, как полдень, хороша (Lei è bella come il mezzogiorno) 10 В моей душе (Nella mia anima) 11 Весенние воды (Acque primaverili) 12 Пора! (È ora!)                                          | 1894-96  | Marija Davydova Konstantin Bal'mont da Percy Bysshe Shelley Afanasij Fet-Šenšin Aleksej Kol'cov Daniil Ratgauz Aleksej Tolstoj Aleksej Apuchtin Nikolaj Minskij Fëdor Tjutčev Semën Nadson                                                                            |                                                                                  |
|      | Икалось ли тебе? (Avevi il singhiozzo?) | 1899     | Pëtr Vjazemskij |                                                                                  |
|      | Due canzoni popolari russe | 1899     | | La n.1 è perduta.                                                                |
|      | Ночь (Notte) | 1900     | Daniil Ratgauz |                                                                                  |
| 21   | Dodici romanze 1 Судьба (Il destino) 2 Над свежей могилой (Sulla tomba recente) 3 Сумерки (Il crepuscolo) 4 Они отвечали (Hanno risposto) 5 Сирень (Il lillà) 6 Отрывок из А. Мюссе (Frammento da A. Musset) 7 Здесь хорошо (Qui si sta bene) 8 На смерть чижика (In morte di un piccolo lucherino) 9 Мелодия (Melodia) 10 Пред иконой (Davanti all'icona) 11 Я не пророк (Non sono un profeta) 12 Как мне больно! (Come sto male!) | 1900-02  | Aleksej Apuchtin Semën Nadson Ivan Tchorževskij da Jean-Marie Guyau Lev Mej da Victor Hugo Ekaterina Beketova Aleksej Apuchtin da Alfred de Musset Glafira Galina Vasilij Žukovskij Semën Nadson Arsenij Goleniščev-Kutuzov Aleksandr Kruglov Glafira Galina          | La n. 5 anche in arrangiamento per pianoforte solo (1913-14).                    |
| 26   | Quindici romanze 1 Есть много звуков (Ci sono molti suoni) 2 Всё отнял у меня (Tutto mi ha tolto) 3 Мы отдохнём (Ci riposeremo) 4 Два прощанья (Due addii) 5 Покинем, милая (Andiamocene, cara) 6 Христос воскрес (Cristo è risorto) 7 К детям (Ai bambini) 8 Пощады я молю! (Abbi pietà ti prego!) 9 Я опять одинок (Sono di nuovo solo) 10 У моего окна (Alla mia finestra) 11 Фонтан (La fontana) 12 Ночь печальна (Una notte triste) 13 Вчера мы встретились (Ieri ci siamo visti) 14 Кольцо (L'anello) 15 Проходит всё (Tutto passa) | 1906     | Aleksej Tolstoj Fëdor Tjutčev Anton Čechov Aleksej Kol'cov Arsenij Goleniščev-Kutuzov Dmitrij Merežkovskij Aleksej Chomjakov Dmitrij Merežkovskij Ivan Bunin da Taras Ševčenko Glafira Galina Fëdor Tjutčev Ivan Bunin Jakov Polonskij Aleksej Kol'cov Daniil Ratgauz |                                                                                  |
|      | Письмо К. С. Станиславскому (Lettera a K. S. Stanislavskij) | 1908     | S. Rachmaninov |                                                                                  |
| 34   | Quattordici romanze 1 Муза (La Musa) 2 В душе у каждого из нас (Nell'anima di ognuno di noi) 3 Буря (La tempesta) 4 Ветер перелётный (Vento di passaggio) 5 Арион (Arione) 6 Воскрешение Лазаря (La resurrezione di Lazzaro) 7 Не может быть! (Non può essere!) 8 Музыка (Musica) 9 Ты знал его (Tu lo conoscevi) 10 Сей день я помню (Ricordo quel giorno) 11 Оброчник (Il contadino) 12 Какое счастье (Che felicità) 13 Диссонанс (Dissonanza) 14 Vocalise                                                                              | 1912     | Aleksandr Puškin Apollon Korinfskij Aleksandr Puškin Konstantin Bal'mont Aleksandr Puškin Aleksej Chomjakov Apollon Majkov Jakov Polonskij Fëdor Tjutčev Afanasij Fet-Šenšin Jakov Polonskij                                                                          | La n. 14 anche in arrangiamento per voce ed orchestra e per violino e orchestra. |
|      | Из Евангелия от Иоанна (Dal Vangelo secondo Giovanni) | 1915     | Giovanni 15:13 |                                                                                  |
|      | Due canzoni sacre 1 Молитва (Preghiera) 2 Всё хочет петь (Ogni cosa vuol cantare) | 1916     | Konstantin Romanov Fëdor Sologub |                                                                                  |
| 38   | Sei romanze 1 Ночью в саду у меня (Di notte nel mio giardino) 2 К ней (Da lei) 3 Маргаритки (Le margheritine) 4 Крысолов (L'acchiappa ratti) 5 Сон (Sogno) 6 А-у! (A-u!) | 1916     | Aleksandr Blok da Avetik Isahakyan Andrej Belyj Igor' Severjanin Valerij Brjusov Fëdor Sologub Konstantin Bal'mont da Edgar Allan Poe | La n. 3 anche in arrangiamento per pianoforte.                                   |
|      | Due canzoni popolari russe | 1920     | |                                                                                  |

## Opere per coro
| Opus | Titolo | Periodo | Testo | Note                                                             |
| ---- | --- | ------- | --- | ---------------------------------------------------------------- |
|      | Deus meus | 1890    | | Canone a sei voci.                                               |
|      | Мазепа (Mazepa) | 1891?   | | Per quattro voci, frammento, incompiuto.                         |
|      | В молитвах неусыпающую Богородицу (O Madre di Dio in vigile preghiera) | 1893    | |                                                                  |
|      | Хор духов (Coro degli Spiriti) | 1893?   | Aleksej Tolstoj                                                                                              |                                                                  |
| 15   | Sei cori per coro femminile o di bambini e pianoforte 1 Славься (Lodato sii) 2 Ночка (La piccola notte) 3 Сосна (Il pino) 4 Задремали волны (Si sono quietate le onde) 5 Неволя (Schiavitù) 6 Ангел (L'angelo) | 1895-96 | Nikolaj Nekrasov Vladimir Lodyženskij Michail Lermontov Konstantin Romanov Nikolaj Cyganov Michail Lermontov |                                                                  |
|      | Пантелей-целитель (Pantelej il guaritore) | 1899    | Aleksej Tolstoj                                                                                              |                                                                  |
| 20   | Весна (La primavera) | 1902    | Nikolaj Nekrasov                                                                                             | Cantata per baritono, coro e orchestra.                          |
| 31   | Литургия Святого Иоанна Златоуста (Liturgia di San Giovanni Crisostomo) | 1910    | |                                                                  |
| 35   | Колокола (Le campane) | 1913    | Konstantin Bal'mont da Edgar Allan Poe                                                                       | Sinfonia corale per soprano, tenore, baritono, coro e orchestra. |
| 37   | Всенощное бдѣніе (Veglia per tutta la notte) | 1915    | | Per contralto, tenore e coro.                                    |
| 41   | Tre canzoni russe | 1926    | | Per coro e orchestra                                             |

## Trascrizioni ed arrangiamenti
| Titolo                                                                                            | Periodo                | Note                                                           |
| ------------------------------------------------------------------------------------------------- | ---------------------- | -------------------------------------------------------------- |
| Arrangiamento della Sinfonia Manfred di Pëtr Čajkovskij                                           | 1886                   | Per pianoforte a quattro mani.                                 |
| Arrangiamento de La bella addormentata di Čajkovskij                                              | 1890                   | Per pianoforte a quattro mani.                                 |
| Arrangiamento della sinfonia n. 6 di Aleksandr Glazunov                                           | 1896                   | Per pianoforte a quattro mani.                                 |
| Arrangiamento del minuetto da L'Arlésienne di Georges Bizet                                       | 1903, 1922 (revisione) | Per pianoforte.                                                |
| Polka de W.R., arrangiamento di Lachtäubchen (Scherzpolka), op. 303 di Franz Behr                 | 1911                   | Per pianoforte, attribuita da Rachmaninov a suo padre Vasilij. |
| Arrangiamento di The Star-Spangled Banner (inno nazionale statunitense) di John Stafford Smith    | 1918                   | Per pianoforte.                                                |
| Cadenza per la Rapsodia ungherese n. 2 di Franz Liszt                                             | 1919                   | Per pianoforte.                                                |
| Arrangiamento di Liebesleid di Fritz Kreisler                                                     | 1921                   | Per pianoforte.                                                |
| Arrangiamento dell'Hopak da La fiera di Soročincy di Modest Musorgskij                            | 1923, 1926             | Per pianoforte, per pianoforte e violino.                      |
| Arrangiamento di Liebesfreud di Kreisler                                                          | 1925                   | Per pianoforte.                                                |
| Arrangiamento di Wohin? (D795/2) di Franz Schubert                                                | 1925                   | Per pianoforte.                                                |
| Arrangiamento di Il volo del calabrone di Nikolaj Rimskij-Korsakov                                | 1929                   | Per pianoforte.                                                |
| Arrangiamento dello Scherzo del Sogno di una notte di mezza estate di Felix Mendelssohn           | 1933                   | Per pianoforte.                                                |
| Arrangiamento di Preludio, Gavotta e Giga della Partita per violino n. 3 di Johann Sebastian Bach | 1933                   | Per pianoforte.                                                |
| Arrangiamento della Ninna nanna, op. 16, n. 1 di Čajkovskij                                       | 1941                   | Per pianoforte.                                                |
| Arrangiamento dello Studio caratteristico di concerto, op.2, n. 6 di Adolf von Henselt            | ?                      | Per pianoforte.                                                |